# Пракрит
Пракри́т, пракриты (санскр. प्रकृति, IAST: prakṛti, «естественный, обычный, простой») — среднеиндийские языки и диалекты, продолжающие древнеиндийский этап развития языков на территории Индии и предшествующие новоиндийским языкам.
Первоначально пракриты были разговорными диалектами, в дальнейшем подверглись литературной обработке. Известны пракриты (около середины I-го тысячелетия до н. э. — середина I-го тысячелетия н. э.), употреблявшиеся в религиозных проповедях, деловых документах, драматургии (сценические пракриты), художественной литературе.
В среднеиндийский период различают три стадии развития пракритов:
- ранняя — архаичный язык буддийского канона — пали, пракриты наскальных надписей царя Ашоки (разные диалекты в разных частях Индии), ранний пайшачи, отдельные эпиграфические тексты;

- средняя — литературные пракриты: шаурасени (северо-западная Индия), магадхи (Восточная Индия), махараштри (Махараштра); джайнские пракриты: ардхамагадхи, джайн-махараштри и джайн-шаурасени, грамматически менее упорядоченные и более близкие к местным разговорным языкам; надписи I — IV веков н. э., пайшачи и чулика-пайшачи;

- поздняя — апабхранша (около V — X веков н. э.).

Изолированное место занимает гандхари — смешанный северо-западный пракрит документов на кхароштхи из Афганистана и Восточного Туркестана.
В классических пьесах Калидасы, Бхасы и др. языки распределяются по социальному принципу: цари и знатные господа говорят на санскрите, знатные дамы — на шаурасени, простолюдины — на магадхи, женщины поют на махараштри.

## Диалекты
Диалектные различия между отдельными пракритами проявляются в виде фонетических и морфологических особенностей. Пракриты имеют ряд характерных черт, отличающих их как от санскрита, так отчасти и от пали.
Отдельные пракриты:
- шаурасени
- магадхи
- махараштри
- пайшачи

## Письменность
Надписи на пракритах встречаются сделанные письмом брахми, поздней его разновидностью — начари, телинга (Декан), кхароштхи (северо-западная и Центральная Азия).

## Морфология
Морфология характеризуется следующими особенностями:
- постепенное уменьшение синтетизма;
- тенденция к унификации типов основ имени и глагола, выразившаяся в сведении всех типов к основам на гласный и разрушении единой глагольной системы в результате утраты личных форм претерита в большинстве пракритов (в их функции выступают только причастия);
- неразличение активного и медиального залогов;
- утрата двойственного числа;
- совпадение ряда падежных форм;
- усиления влияния местоименной парадигмы на именную.

## Фонология
Отличительные черты:
- отсутствие слоговых сонантов и дифтонгов;
- тенденция к открытым слогам (слово может иметь только вокалический исход);
- строгие ограничения консонантных сочетаний (допустимы геминаты, группа из гоморганных носового и смычного и некоторые другие);
- изменение одиночных согласных в интервокальном положении (ослабление вплоть до исчезновения в махараштри);
- количественная характеристика гласного в слоге зависит от закона двух мор.

## Грамматический строй
Отличительные черты:
- тенденция к аналитизму, проявляющаяся в широком употреблении вспомогательных слов для уточнения падежных значений, в сочетаниях причастий со вспомогательными глаголами;
- при переходном глаголе в прошедшем времени употребляется конструкция, пассивная по форме, активная по значению (прообраз будущей эргативной конструкции), при этом причастие выражает вид и род (но не лицо).